# Eugen Ludwig Hoess
Eugen Ludwig Hoess (* 1. Oktober 1866 in Immenstadt im Allgäu; † 9. März 1955 in Langenwang; eigentlich Eugen Ludwig Höß) war ein deutscher Kunstmaler und Graphiker.

## Biografie
Eugen Ludwig Hoess entstammt einer Brauerfamilie aus Immenstadt im Oberallgäu. Nach dem Besuch der Realschule und, ab 1885, der Vorbereitungsschule Hans Heim in München bestand er nach einem halben Jahr die Aufnahmeprüfung an der Akademie der Künste in München. Dort war er vier Jahre lang Schüler der Professoren Kirchbach, Karl Raupp, v. Hackl und Ritter v. Herterich. 1889 zog es in nach Frankfurt, jedoch kehrte er 1891 schon wieder nach München zurück. Dort hatte er zwei Jahre später seine erste Ausstellung mit Jagd-, Wildbildern und Landschaften des Allgäus.
Sein Künstlername Eugen Ludwig Hoess entstand während der Rückkehr nach München.
Studienreisen unternahm er unter anderem nach Schweden, Österreich und Italien.
Seine Heimkehr in seine Vaterstadt erfolgte 1898.
Für die Stadtverwaltung Immenstadt entwarf er unter anderem den Notgeldschein zu 50 Pfennig und eine Urkunde für den Ehrenbürger Paul von Hindenburg.
In der Zeit des Nationalsozialismus war Hoess Mitglied der Reichskammer der bildenden Künste und beteiligte sich an Ausstellungen, u. a. 1939, 1940 und 1941 an der Großen Deutschen Kunstausstellung in München. Dabei erwarb Hitler 1939 das Gemälde Winterdämmerung (Öl, 100 x 120; heute im Deutschen Historischen Museum).
1936 zog Hoess nach Langenwang und heiratete dort die Schriftstellerin Adele Ude.
Der Künstler starb im Alter von 88 Jahren, seine letzte Ruhestätte fand er auf dem Friedhof von Lindau/Bodensee.

## Werke
Eugen Ludwig Hoess’ Werke bezogen sich auf Landschaften und des darin lebenden Wildes (daher sein Spitzname → der Rehfidles-Maler). Die von ihm verwendete Technik war die Feder- und Steinzeichnung, die Radierung, das Aquarell, und die Ölmalerei. Zwischen 1900 und 1914 hatte er sich den Ruf als bester Jagdmaler erworben. Sein Erfolg fußte auch auf seine Mitarbeit bei der 1896 gegründeten und weitverbreiteten Zeitschrift „Jugend“.
Hoess beschickte mehrere nationale und international Ausstellungen und ist Historischer Gast auf der für das Oberallgäu relevanten Kunstausstellung Die Südliche 2010.